# Memoria de la Fundación La Salle de Ciencias Naturales
Memoria de la Fundación La Salle de Ciencias Naturales es una revista venezolana publicada por la Fundación La Salle de Ciencias Naturales. La revista circula desde el año de 1940, tiene como objetivo la publicación de estudios de Zoología, Botánica, Ecología, Geología y Oceanografía.
La revista se edita semestralmente y presenta una distribución nacional e internacional. Se publican en ella artículos en los idiomas Español, Inglés. Portugués. Memoria de la Fundación La Salle de Ciencias Naturales está incluida en los índices internacionales Aquatic Sciences and Fisheries Abstracts (ASFA),  Latindex-Catálogo, Latindex-Directorio, Índice de Revistas Latinoamericanas en Ciencias (Periódica), Registro de Publicaciones Científicas y Tecnológicas Venezolanas (Revencyt), Zoological Record.
En el pasado, hasta 1999, se conocía como Memoria de la Sociedad de Ciencias Naturales La Salle.